# 1178 p.n.e.
| [ Edytuj tabelę ] |                                              |
| Król Asyrii       | - 1179 p.n.e. Aszur-dan I 1133 p.n.e.        |
| Król Aten         | - 1181 p.n.e. Demofont (?) 1147 p.n.e.       |
| Władca Chin       | - 1184 p.n.e. Zu Jia 1177 p.n.e.             |
| Władca Egiptu     | - 1183 p.n.e. Ramzes III 1152 p.n.e.         |
| Władca Elamu      | - 1185 p.n.e. Szutruk-Nahhunte I 1155 p.n.e. |
| Władca Hetytów    | - 1207 p.n.e. Suppiluliuma II 1178 p.n.e.    |

Rok 1178 p.n.e.
stulecia: XIII wiek p.n.e. ~
XII wiek p.n.e. ~
XI wiek p.n.e.

lata: 1188 p.n.e. «
1182 p.n.e. «
1181 p.n.e. «
1180 p.n.e. «
1179 p.n.e. «
1178 p.n.e. »
1177 p.n.e. »
1176 p.n.e. »
1175 p.n.e. »
1174 p.n.e. »
1168 p.n.e.

## Wydarzenia
- Bitwa morska w delcie Nilu
- Upadek państwa Hetyckiego

## Zdarzenia astronomiczne
- 27 kwietnia – całkowite zaćmienie Słońca
- 20 października – obrączkowe zaćmienie Słońca[1]